# Changgang (sockenhuvudort i Kina, Jiangxi Sheng, lat 26,37, long 115,37)
Changgang är en sockenhuvudort i Kina. Den ligger i provinsen Jiangxi, i den sydöstra delen av landet, omkring 260 kilometer söder om provinshuvudstaden Nanchang. Antalet invånare är 38 673. Befolkningen består av 18 918 kvinnor och 19 755 män. Barn under 15 år utgör 23,0 %, vuxna 15-64 år 67 %, och äldre över 65 år 8,0 %.
Runt Changgang är det ganska tätbefolkat, med 192 invånare per kvadratkilometer. Närmaste större samhälle är Lianjiangzhen, 3,2 km söder om Changgang. I omgivningarna runt Changgang växer i huvudsak blandskog.
Genomsnittlig årsnederbörd är 1 925 millimeter. Den regnigaste månaden är maj, med i genomsnitt 327 mm nederbörd, och den torraste är oktober, med 21 mm nederbörd.